# マカッサル海峡
マカッサル海峡（マカッサルかいきょう、英語: Makassar Strait）は、カリマンタン島（ボルネオ島）とスラウェシ島との間の海峡。

## 地理
北北東から南南西に伸びる海峡であり、北はセレベス海、南はジャワ海に繋がる。幅広の海峡であり、最狭部でも約100kmの幅がある。海峡の中にはバラバランガン諸島などがある。
沿岸の主要な都市はバリックパパン（カリマンタン島東カリマンタン州）、パル（スラウェシ島中部スラウェシ州）など。マハカム川（カリマンタン島東カリマンタン州）、カラマ川、en:Sadang Riverなどが注ぐ。

## 歴史
1942年1月24日 バリクパパン沖海戦

## 航路
中東やインドと日本の間を往復するタンカーや貨物船は、喫水に制限のあるマラッカ海峡の代わりに、ロンボク海峡を経由してマカッサル海峡を通るウォレス線に沿った航路を使用する場合がある。日本では、マラッカ海峡や南シナ海において地政学的リスクが生じた場合の代替として、フィリピン東方沖からマカッサル海峡とロンボク海峡を経由してインド洋に至る航路が注目されている。